# Nectria pseudotrichia
Nectria pseudotrichia är en svampart som först beskrevs av Ludwig David von Schweinitz, och fick sitt nu gällande namn av Berk. & M.A. Curtis 1853. Nectria pseudotrichia ingår i släktet Nectria och familjen Nectriaceae.   Inga underarter finns listade i Catalogue of Life.